# 김경징
김경징(金慶徵, 1589년 ~ 1637년 2월 22일)은 조선 후기의 무신이다. 인조 반정의 주요 인물인 김류의 아들이다. 본관은 순천(順天)이고, 자는 선응(善應)이다.
병자호란 당시 강화도의 방비를 맡았으나 방어를 허술히하다가 함락되었다. 그는 반정 공신의 아들이라는 이유로 유배형에 처해졌지만 결국 거듭된 탄핵으로 사사되었다.

## 생애
1589년 후일 인조반정의 공신이자 승평부원군이 된 김류와 진주 류씨의 아들로 태어났다. 김승주의 후손으로, 김승주의 아들 김유온의 7대손이 된다. 할아버지 김여물은 그가 3살 때 충주 탄금대에서 신립의 부원수로 출정했지만 패전하여 탄금대에서 순절했다. 광해군 때 음서로 관직에 올라 찰방을 역임했다. 1623년 3월 인조반정에 공을 세워 정사공신(靖社功臣) 2등공신이 되었다. 1623년 개시문과에 병과로 급제했으며, 형조좌랑이 되었지만 그해 말 사간원정언을 거쳐 반정의 공로로 고속 승진하여 여러 벼슬을 거쳐 승정원도승지를 지내고 한성부판윤이 되었다. 같은 해 5월 그는 광해군의 처남 유희분의 집을 수색하여 탈출하려던 광해군의 세자 질을 적발하였다.
1624년 비변사당상이 되었지만 비변사 당상의 수가 많다는 이유로 정원축소되어 그는 해임되었다. 그해 공조참판이 되었지만 군관에게 곤장을 때리던 중 군관이 사망하여 사헌부로부터 탄핵을 받고 삭직당했다. 1626년 예장도감제조, 예조참판, 1630년 승정원승지 겸 경연참찬관 등을 거쳐 1632년 국장도감의 총호사(揔護使)를 맡아보았다. 이후 경기도관찰사를 거쳐 1632년 사간원대사간, 1635년 승정원도승지 등을 역임했다. 1636년 한성부판윤으로 발탁되었다.
1636년 12월 병자호란이 발발하자, 그는 강화도를 수비하는 총대장인 강도검찰사(江都檢察使)가 되어 강화도를 수비하는 임무를 맡았다. 김경징은 물이 얼어 있기에 청군이 강화도로 들어오지 못할 것으로 확신하였으나, 청군은 1만6천명의 병력으로 강화도를 공격했다. 당시 그는 강화도는 금성철벽(金城鐵壁)으로 믿어, 청나라 군사는 건너올수 없다 믿고 아무런 대비를 하지 않고 매일 술만 마시는 무사안일에 빠졌다. 그러나 청나라 군사가 쳐들어오자 김경징은 놀라 도주하였고, 강진흔, 황선신 등이 분전하였으나 패하고 황선신은 전사하였다. 결국 강화산성이 함락되고 왕자와 왕족들이 청의 인질이 되면서, 인조는 항복할 수 밖에 없었다. 전란 후, 조정에서는 강화도를 제대로 지키지 않아 왕자들과 왕족들을 붙잡히게 한 죄를 물어 군율에 따라 김경징을 처형해야 한다고 주장하였으나, 인조는 그가 반정공신의 한 사람이고 반정공신 김류의 아들인 점을 감안하여 김경징을 강계로 귀양보냈다.
김경징이 처형되지 않고 귀양을 가게 되자 신하들은 완강히 김경징과 당시 강화부유수 장신을 책임을 물어 죽여야 한다고 거듭 주장하였고, 결국 1637년 2월 22일 인조는 김경징과 장신에게 사약을 내렸다. 사사당하기 직전 그는 아버지 김류에게 살려달라 하여, 당시 강화도에서 순절한 김익겸, 선원 김상용과 비교, 대조되며 오래도록 조롱당하기도 했다.

## 사후
부인 박씨와 어머니 류씨는 정절을 위해 자결하였다. 그러나 이는 그의 아들 김진표의 강요에 의한 것이라는 설도 있다.

## 가족 관계
- 증조부 : 김훈(金壎)
- 증조모 : 신천 강씨(信川康氏), 부사 강의(康顗)의 딸
  - 조부 : 김여물(金汝岉, 1548년 ∼ 1592년)
  - 조모 : 박수강(朴壽岡, 함양 박씨)의 딸
    - 아버지 : 김류(金瑬, 1571년 ~ 1648년 3월 5일), 영의정
    - 어머니 : 진주 류씨- 류근(柳根, 1549년 ∼ 1627년)의 딸
      - 부인 : 박효성(朴孝誠, 고령 박씨)의 딸
        - 아들 : 김진표(金震標, 1614년 ~ 1671년)

## 김경징을 다룬 작품
- 《대명》 (KBS, 1981년, 배우:황범식)
- 《화정》 (MBC, 2015년, 배우:김형범)